# 삼천포

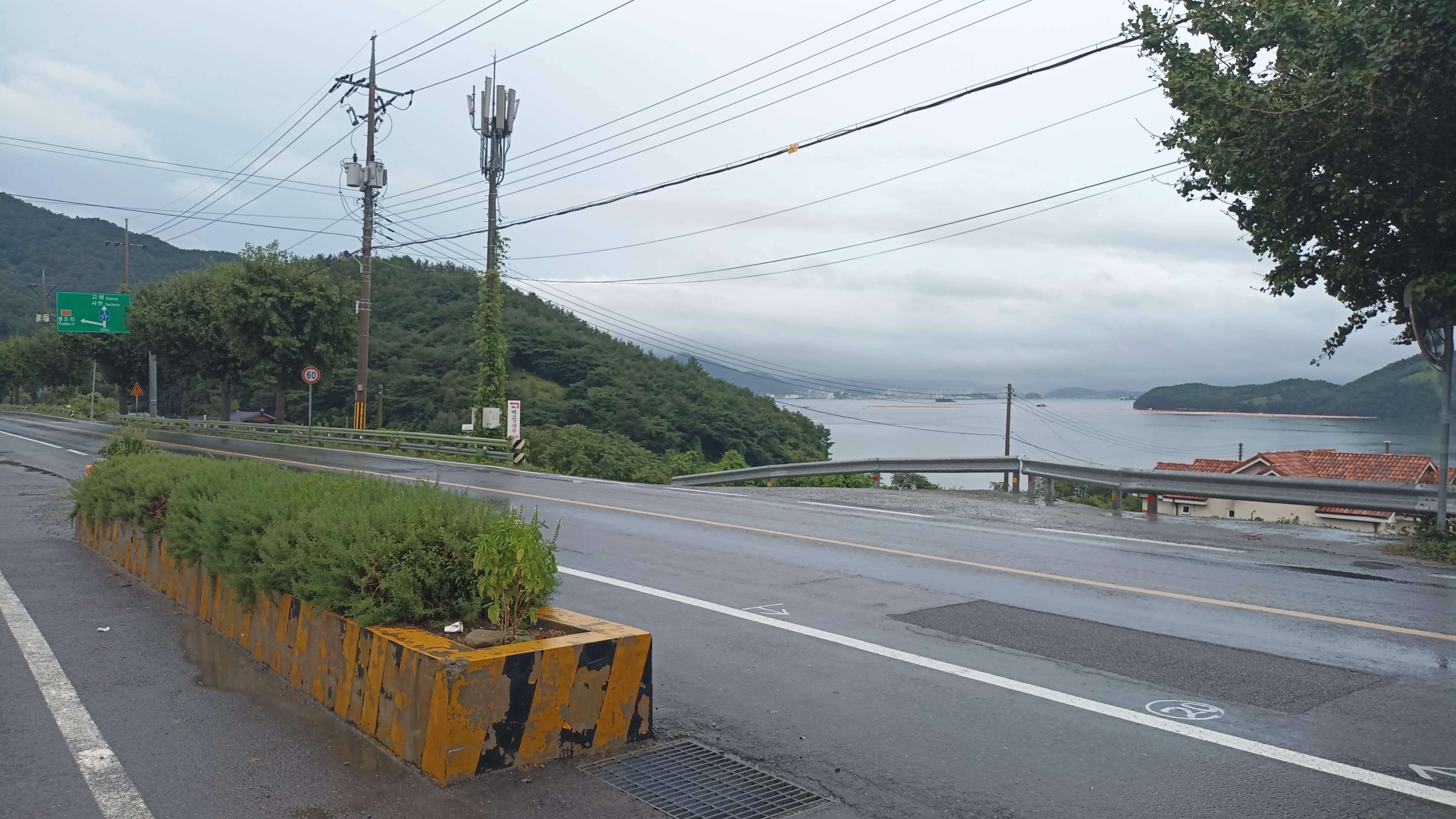
경상남도 남해군 창선면의 국도 제3호선과 그 뒤로 멀리 보이는 삼천포

삼천포(三千浦)는 경상남도 사천시 남부의 도심 지역(동 지역)을 일컫는 말이다. 과거에는 지방 행정 구역으로 삼천포시이기도 했으나 현재는 사천시의 핵심 지구이자 도심 지역이다. 위치는 남해 연안에 있으며 여객선과 화물선이 오가는 삼천포항이 있다.

## 역사
과거 삼천포는 신라시대 때 사물현에 속해있었고 나룻배를 타던 포구였으나 고려시대부터 물건을 수송하는 곳으로 발달하기 시작하였다. 그리고 점차 사람들이 모여 살게 되자 삼천리라는 마을이 생겼다. 삼천리 지명은 이 곳에서 고려의 수도 개성까지의 거리가 무려 3000리나 되었기 때문이라고 지어졌다고 한다. 조선시대에는 진성인 삼천진을 쌓았다가 지금의 통영 쪽으로 이전했다. 근대로 접어들 무렵 1885년부터 인근에 따로 있었던 사천군에 속해지면서 사천군의 삼천리면이 되었다. 1918년에는 본격적으로 사천군의 수남면과 문선면을 통합하였고 삼천포라는 지명이 쓰여져 사천군의 삼천포면이 되었으며 1931년에 사천군의 삼천포읍이 되었다. 하지만 삼천포는 인근 사천군, 고성군, 남해군 사이를 놓고 경쟁을 벌이는 지역이기도 했다. 삼천포는 1956년에 삼천포 출신의 국회의원이었던 정갑주가 이러한 이유로 시로 승격시키려고 하였으나 인구수가 모자라 어렵게 되었다. 결국 몇 번의 시도 끝에 시로 승격되어 삼천포는 사천군의 소속에서 따로 독립하여 삼천포읍과 남양면을 통합으로 삼천포시가 생겨나게 되었다. 1965년에 김천시와 삼천포시의 철도 건설로 계획했던 김삼선의 일환으로 진주시의 개양역과 삼천포시의 삼천포역 사이에 진삼선이 개통되었다. 그 해 당시 유명 가수 은방울 자매가 <삼천포 아가씨>라는 노래를 히트시키면서부터 삼천포는 전국적으로 널리 알려지게 되었다. 1966년, 삼천포 농악이 중요무형문화재 제11-1호로 지정되어 1975년에 삼천포 12차 농악의 전수관이 문을 열었다. 1979년에는 삼천포화력발전소가 건설되어 한국 전력에 많은 기여를 하였으나 전통적인 어업시장이 타격을 입자 많은 논란을 일으켰다. 1980년에는 진삼고속도로가 개통되고 삼천포시외버스터미널이 건설되자 진주시와 삼천포시를 연결해주던 삼천포역이 15년만에 폐역하였다. 하지만 1995년에 삼천포시와 사천군의 통합으로 현재의 사천시가 되었다. 통합 당시 시명을 삼천포시 (당시 인구 6만여명)로 하자고 했으나 사천의 강력한 반대와 주민 투표율의 차이로 사천이 되었다.

### 삼천포 지역의 변화 연표
- 1995년 5월 10일: <도농복합형태의 시설치에 따른 행정특례 등에 관한 법률>에 따라 삼천포시와 사천군의 통합으로 사천시가 되었다. (경상남도 사천시)
- 1995년 5월 1일: 소규모의 법정동 통폐합으로 6개의 행정동이 생겼다.
- 1995년 4월 5일: 삼천포와 사천의 통합시 출범이 확정되었다.
- 1956년: 사천군의 삼천포읍과 남양면의 통합으로 삼천포시로 승격되었다. (경상남도 삼천포시)
- 1931년: 삼천포면이 읍으로 승격되었다. (경상남도 사천군의 삼천포읍)
- 1918년: 삼천리가 삼천포로 지명이 개명되고 사천시 수남면과 문선면을 통합하여 삼천포면이 되었다. (경상남도 사천군의 삼천포면)
- 1914년: 삼천리면이 수남면으로 개명되었다. (경상남도 사천군 수남면)
- 1885년: 삼천리면으로 승격되었으며 사천의 일원으로 속해지게 되었다. (경상도 사천군 삼천리면)
- 1448년: 진성을 쌓아 방비를 강화해 삼천진을 설치하였다.
- 고려시대: 물자수송을 위한 장소로 통양창을 설치하였다.
- 신라시대: 나룻배를 타던 한낱 포구였다.

## 지리
삼천포는 현재 사천의 남부지역을 말하지만 구체적으로 말하면 삼천포읍과 남양면이었는데 남양면을 제외한 삼천포읍에서 여러 구역으로 분리되어 1956년부터 1995년 4월 5일 이전까지 행정구역은 약 27개의 법정동으로 이루어져 있었다. 그리고 1995년 5월 1일, 법정동 통폐합으로 벌용동, 동서금동, 동서동, 선구동, 남양동, 향촌동의 6개 행정동이 생겨났으며 6개의 행정동이 과거 삼천포시를 이루었던 행정 구역이다. 그 중 벌용동은 삼천포시에서 가장 인구가 많았고 발전이 뚜렷한 곳이어서 중심지구로 삼천포 시청이 자리 잡고 있었다.
삼천포는 통합하면서 사천시의 동 지역이 되었으며 핵심 시내 지구로서의 역할을 하고 있다. 주변지역으로 서쪽으로는 남해군의 창선면과 경계를 이루고 북쪽으로는 사천군의 용현면이 동쪽으로는 고성군의 하이면과 경계를 이루고 있었다. 그리고 삼천포 시내의 북쪽에는 와룡산과 사천만 쪽에는 각산이 각각 위치해 있다. 각산은 현재 각산산성이 유적지로 남아있다.

### 삼천포의 행정구역 (2011.12.31)
| 읍·면·동 | 한자     | 세대   | 인구   | 면적(km2) |  |
| -------- | -------- | ------ | ------ | --------- |  |
| 동서동   | 東西洞   | 3,939  | 9,416  | 9.73      |  |
| 선구동   | 仙龜洞   | 3,013  | 6,860  | 3.38      |  |
| 동서금동 | 東西錦洞 | 2,911  | 6,239  | 0.95      |  |
| 벌용동   | 閥龍洞   | 6,530  | 16,780 | 9.71      |  |
| 향촌동   | 香村洞   | 2,990  | 7,604  | 12.4      |  |
| 남양동   | 南陽洞   | 2,539  | 6,195  | 23.3      |  |
| 합계     |          | 21,922 | 53,094 | 59.47     |  |

## 경제
예로부터 나룻배가 오가던 곳으로 1960년대부터 삼천포항이 설치되어 부산, 마산, 여수 등지로 여객선이 다녀 이용객이 많았다. 또한 쥐치 어획량이 많아 쥐포공장이 많이 건설되었으며 생산 가공된 쥐포를 수출하게 되면서 한때 경제 호황기를 맞아 삼천포항은 무역항으로 발전했었다. 그리고 현재는 과거보다 어패류가 많이 생산되어 인근 해안가에는 횟집과 요리전문점이 많이 들어서있으며 전어축제와 수산물축제 등 관광 산업이 발달하였다.

## 비속어
“삼천포로 빠지다”라는 비속어가 전해오는데, 이 표현은 '이야기가 곁길로 흘러가거나 어떤 일을 하다가 엉뚱하게 그르치다'는 뜻이다. 이 표현에는 여러 가지 민간어원이 있다.
첫째로는, 옛날에 어떤 장사꾼이 장사가 잘 되는 진주로 가려다가 길을 잘못 들어서 장사가 안 되는 삼천포로 가는 바람에 낭패를 당했다는 이야기에서 나왔다는 것이고, 둘째는 진해에 해군기지가 생긴 이래 해군들에 의해 나온 말이라는 것이다. 진해에서 서울로 휴가를 나온 뒤 귀대하는 도중에 삼랑진에서 진해 가는 기차를 갈아타지 않고 잘못하여 삼천포 가는 것을 갈아 타는 바람에 귀대 시간을 어겨 혼이 나는 병사들 때문에 생겨난 말이라는 것이다.
세 번째도 기차와 관련된 설이다. 부산을 출발하여 진주로 가는 기차에는 삼천포로 가는 손님과 진주로 가는 손님이 함께 타는데, 기차가 개양역에 닿으면 진주행과 삼천포행의 객차를 분리하여 운행한다. 이 때는 반드시 방송을 통해 진주행 손님과 삼천포행 손님은 각각 몇호차로 옮겨 탈 것을 알려 준다. 그러나 진주를 가는 사람이 잠들거나 하여 엉뚱하게 삼천포로 빠지게 되는 경우 때문에 생긴 말이라는 것이다.
사천시 주민들은 이 표현을 지역 차별로 여긴다. 사천시는 영화 《기쿠지로의 여름》의 한국 내 홍보 포스터에 있는 "엄마 찾아 삼천포"라는 문구에 대해 항의했으며, SBS가 2011년 세 차례나 방송 내용 및 홈페이지에 이 표현을 썼다가 사천시민 및 지역 국회의원 등의 항의를 받아 사과하고 수정한 바 있다.
한국방송윤리위원회는 1977년 3월 심의회를 통해 이 표현을 비속어·은어로 규정하여 방송에서 사용하지 못하도록 하였다.

## 삼천포 지명에 관한 변증설
삼천포의 삼천(三千)은 어디서 나온 것인가? 문헌을 살펴보면 삼천이란 단어는 3가지 뜻을 가지고 있다.
하나는 형벌이다. 《서경(書經)》 〈주서(周書) 여형(呂刑)〉에 “묵벌(墨罰, 얼굴에 먹을 뜨는 형)의 종류가 천이고 의벌(劓罰, 코를 베는 형)의 종류가 천이고 비벌(剕罰, 발꿈치를 자르는 형)의 종류가 5백이고 궁벌(宮罰, 거세를 하는 형)의 종류가 3백이고 대벽(大辟, 사형)의 종류가 2백이니, 오형(五刑)의 종류가 3천 가지다” 했다. 이후로 삼천은 고대의 형벌을 의미했다.
둘째는 많은 것[多]을 의미한다. 위(魏)나라 진림(陳琳)의 《음마장성굴행(飮馬長城窟行》에 “긴 성이 얼마나 이어져 있나, 길고 길어 삼천리라네[長城何連連, 連連三千里]”한 것이 그것이고, 당(唐)나라 이백(李白)이 《추포가(秋浦歌)》에서 “백발이 삼천장이나 길었네, 수심으로 이만치 길었나[白髮三千丈, 緣愁似箇長]”한 것이 그것이다.
세 번째로  삼천이란 용어는 삼천대천세계(三千大千世界)를 가리킨다. 이는 불교 용어로 온 우주 전체를 가리키는 말이다.  
삼천포 앞바다에 욕지도, 연화도, 두미도, 가장 멀리 세존도가 있는 것을 보면 삼천포(三千浦)의 삼천은 삼천대천세계란 의미로 추정할 수 있다. 왜냐하면 화엄경에 나오는 “욕지연화장두미문어세존(欲知蓮華藏頭尾問於世尊)”이라는 문구는 “알고 싶거든[欲知], 연화장 세계[蓮華]의, 처음과 끝[頭尾]을, 석가세존[世尊]에게 물어보라[問於].”이기 때문이다. 그래서 ‘삼천포’ 또는 ‘삼치이(예전에 부르던 이름)’라는 말은 삼천대천세계라는 광대무비한 세계로 들어가는 문이자 길목이라 함이 온당하다. “포(浦)”란 물이 왔다 갔다 하는 길이다. 그렇다면 이런 지명들은 우리나라에서 불교가 가장 융성했던 고려 때 우리 선조들이 지은 이름이라 추정할 수 있겠다.
삼천포서 서울까지 물길이건 육지길이건 삼천리가 되지도 않을 뿐더러 바다도 없는 중원의 평원군(平原郡)에 살았던 동방삭이 와룡산까지 와서 낚시를 하지도 않았을 것이다. 최근 우리나라에서 사용하는 자주 회자되는 삼천리란 말은 육당 최남선이 <조선상식문답>에서 해남 땅끝마을에서 서울까지 천리, 서울에서 함경북도 온성까지를 2천리로 잡아 우리나라를 “삼천리 금수강산”이라고 한 뒤부터다. 원래 조선의 역사에서 우리 땅의 길이는 남북 사천리였다. 조선왕조 실록 선조 26년 6월 29일자 기록에 "조선은 국토의 넓이가 동서로 2천 리이고 남북으로 4천 리"라고 되어 있으며, 청나라 강희년간(1663~1722)에 채방병이 판각한 <대청광여도> 각주에서 그 땅은 동서가 2천리이며 남북이 4천리[其地東西二千里, 南北四千里]라 기록되어 있다.

## 화석
천연기념물 제411호로 지정되어 있는 고성 덕명리 공룡과 새발자국 화석산지는 세계적으로 잘 알려져 있다. 풍부하고 다양한 공룡과 새 발자국 화석이 있고 산출 밀도는 가히 전 세계에서 가장 높다고 말할 수 있다. 이 지역에 발달한 퇴적암층을 자세히 살펴보면 어느 곳에서나 쉽게 발자국을 발견할 수 있을 정도로 풍부하게 발자국들이 발견되고 있다. 수각류 발자국은 용각류와 조각류에 비해 상대적으로 적게 산출된다.

## 출신 유명인
| 이름   | 출생   | 사망   | 소속 또는 직업          | 비고                                   |
| ------ | ------ | ------ | ----------------------- | -------------------------------------- |
| 정갑주 | 1906년 | 1963년 | 정치인/교육자, 국회의원 |                                        |
| 최범술 | 1904년 | 1979년 | 독립운동가              | 해인대학(현 경남대) 설립               |
| 박영수 | 1928년 | 2003년 | 정치인                  | 제18대 서울시장                        |
| 한창우 | 1931년 | -      | 기업인, 마루한 회장     |                                        |
| 박재삼 | 1933년 | 1997년 | 시인                    |                                        |
| 이방호 | 1945년 | -      | 정치인                  | 새누리당 전 사무총장                   |
| 김재철 | 1953년 | -      | 기자                    | 전 MBC 사장                            |
| 강희진 | 1964년 | -      | 소설가                  | 2011년 세계문학상 수상                 |
| 성정아 | 1966년 | -      | 농구선수                | 1984년 로스앤젤레스 하계 올림픽 은메달 |
| 이정수 | 1980년 | -      | 축구선수                |                                        |
| 김성균 | 1980년 | -      | 배우                    | 삼천포 극단 '장자번덕'에서 활동        |
| 최화영 | 1983년 | -      | 가수                    |                                        |
| 황진혁 | 1989년 | -      | 작가                    |                                        |

## 문화,축제
- 삼천포대교 해맞이 축제
- 삼천포항 수산물 축제
- 삼천포항 자연산 전어축제
- 삼천포 아가씨 가요제
- 삼천포 국제행위예술제
- 와룡문화제
- 사천세계타악축제
- 삼천포 용궁축제

## 관광지
- 삼천포대교 : 건설교통부 선정 '한국의 아름다운 길' 대상
- 박재삼길, 박재삼문학관
- 실안 낙조
- 남일대 코끼리 바위
- 학섬
- 신수도 : 2010년 행정안전부 선정 '한국의 명품섬'

## 문화재
국가 지정 문화재
- 사천 아두섬 공룡화석 산지
- 늑도 유적지
- 삼천포 농악

도 지정 문화재
- 마도갈방아소리
- 매향암각
- 백천사 전적류
- 백천사 신중탱
- 백천사 아미타후불탱
- 몽산화상법어약록
- 중편현수법수
- 불설수생경, 불설예수십왕생칠경(합부)
- 신벽동 지석묘
- 와룡동사지
- 대방진굴항
- 각산산성
- 각산봉화대

## 전통시장

### 상설시장
- 삼천포 중앙시장
- 삼천포 서부시장

### 정기시장
- 삼천포 경남상가 (4,9일)

## 교통
- 삼천포여객선터미널
- 삼천포시외버스터미널

## 의료 기관
- 동서금동보건센터
- 삼천포서울병원
- 삼천포제일병원
- 삼천포한마음병원

(이 외에 다수의 소규모 의료기관이 있다.)

## 전문대학
- 한국폴리텍대학 항공캠퍼스

## 초, 중, 고
- 고등학교

|  | - 삼천포여자고등학교 (사립) - 삼천포고등학교 (사립) | - 삼천포중앙고등학교 (공립) - 삼천포공업고등학교 (공립) - 경남적성개발학교(대안학교) |

- 중학교

|  | - 남양중학교 (사립) - 삼천포중앙여자중학교 (공립) - 삼천포중학교 (사립) | - 삼천포제일중학교 (공립) - 삼천포여자중학교 (사립) |

- 초등학교

|  | - 대방초등학교 - 대방초등마도분교 - 남양초등학교 | - 대성초등학교 - 문선초등학교 - 삼천포초등학교 | - 삼천포초등신수도분교 - 용산초등학교 - 노산초등학교 |

## 공원
- 삼천포대교 공원
- 망산공원
- 청널공원
- 노산공원
- 용두공원
- 통창공원

## 대형마트
- 홈플러스
- 이마트